# Мичел (футболист, 1975)
Мигель Анхель Санчес Муньос (исп. Miguel Ángel Sánchez Muñoz; род. 30 октября 1975, Мадрид) — испанский футболист, выступавший на позиции полузащитника, и тренер. В настоящее время занимает пост наставника «Жироны».

## Карьера игрока
Родился в Мадриде в 1975 году. Начинал карьеру в академии «Райо Вальекано». В сезоне 1993/94 в матчей против «Барселоны» Мичел дебютировал в Ла Лиге. На тот момент ему было всего 18 лет. В 1997 году полузащитник был отдан в аренду в «Альмерию», где провёл 18 матчей и забил 1 гол. По возвращении в «Райо» Мичел стал основным игроком команды. В сезоне 1998/99 он помог команде выйти из Сегунды в Примеру. В сезоне 2000/01 Мичел установил личный рекорд результативности, отличившись 10 забитыми голами в 33 поединках Ла Лиги.
В 2003 году Мичел перешёл в клуб «Реал Мурсия» за 2,7 миллиона евро. В сезоне 2003/2004 футболист нечасто появлялся на поле, а команда вылетела из высшего испанского дивизиона. Полузащитник впоследствии не смог завоевать место в основном составе «Мурсии» и в 2005 году был отдан в аренду в «Малагу».
В 2006 году Мичел вернулся в «Райо Вальекано», где вскоре стал капитаном команды. В сезоне 2007/2008 клуб смог выйти во Второй дивизион, а через три года «Райо» вернулся в Примеру. После сезона 2011/2012, в котором Мичел провёл лишь 9 встреч, полузащитник принял решение завершить карьеру. В общей сложности за мадридский клуб он сыграл 424 матча и забил 67 голов.

## Тренерская карьера
Сразу после окончания карьеры игрока Мичел стал тренером в академии «Райо». В феврале 2017 года он сменил Рубена Бараху на посту тренера главной команды. Уже в первом для себя полноценном сезоне в качестве наставника (2017/2018) Мичел привёл команду к чемпионству, которое позволило клубу вновь вернуться в элитный испанский дивизион. Однако в Ла Лиге клуб не показывал достойных результатов, и в марте 2019 года после 7 поражений подряд Мичел был уволен.
1 июня 2019 года Мичел стал главным тренером «Уэски» — клуба, только что покинувшего Примеру. Под руководством испанского специалиста команда в первом же сезоне стала победителем Второго дивизиона и оформила путевку в Ла Лигу. Однако уже в январе 2021 года из-за неудовлетврительных результатов (последнее место в таблице) Мичел был уволен.
Следующим клубом для испанца стала игравшая в Сегунде «Жирона». Мичел в третий раз смог вывести свою команду в Примеру за один сезон. На старте сезона 2023/24 «Жирона», укомплектованная такими опытными игроками как Дэйли Блинд, Артём Довбик, Виктор Цыганков, Кристиан Стуани и другими, стала открытием для публики: к середине сезона команда занимала первое место в чемпионате, имея на своем счету лишь одно поражение. «Жирона», несмотря на то, что не считалась фаворитом большинства встреч, отличалась уверенной игрой при переходе от обороны к атаке. Коллектив Мичела обычно использовал схему 3-5-2 с высокими флангами. В матчах акцент делался на владение мяча, переводе его с одного фланга на другой для вывода техничных футболистов на позиции в финальной трети поля и создания численного перевеса в атаке. Специалист советовал игрокам не избавляться от мяча раньше времени, требуя от них сохранять его у себя даже при высоком прессинге. Несмотря на ошибки и потери, возникавшие при этом, команда редко отступалась от этих принципов. При Мичеле в роли реджисты раскрылся Алеш Гарсия, великолепно проявил себя 19-летний вингер Савио, Артём Довбик стал лучшим бомбардиром Ла Лиги. «Жирона» по итогам сезона заняла третье место в таблице и впервые в своей истории квалифицировалась в еврокубки (в Лигу чемпионов УЕФА), а Мичел был удостоен звания тренера сезона Примеры.

## Достижения

### Тренерские
«Райо Вальекано»
- Чемпион Сегунды: 2017/18[10]

 «Уэска» 
- Чемпион Сегунды: 2019/20[13]

### Личные
- Тренер сезона Ла Лиги: 2023/2024[22]
- Приз Мигеля Муньоса: 2019/20[23]
- Тренер месяца в Ла Лиге ('3): сентябрь 2023[24], ноябрь 2023[25], январь 2024[26]